# Janusia mediterranea
Janusia mediterranea là một loài thực vật có hoa trong họ Malpighiaceae. Loài này được (Vell.) W.R.Anderson mô tả khoa học đầu tiên năm 1982.